# Euspilotus lepidus
Euspilotus lepidus är en skalbaggsart som först beskrevs av Wilhelm Ferdinand Erichson 1847.  Euspilotus lepidus ingår i släktet Euspilotus och familjen stumpbaggar. Inga underarter finns listade i Catalogue of Life.